# Aritaerius pallidus
Aritaerius pallidus är en skalbaggsart som beskrevs av Kovarik och Alexey K. Tishechkin 2004. Aritaerius pallidus ingår i släktet Aritaerius och familjen stumpbaggar. Inga underarter finns listade i Catalogue of Life.